# Lisa Mensink
Lisa Mensink (Winnipeg, 6 de marzo de 1977) es una deportista canadiense-neerlandesa  que compitió en triatlón y acuatlón. Ganó una medalla de bronce en el Campeonato Mundial de Acuatlón de 2009.

## Palmarés internacional
| Representando a los Países Bajos |                        |                   |            |
| Campeonato Mundial               |                        |                   |            |
| Año                              | Lugar                  | Medalla           | Prueba     |
| 2009                             | Gold Coast (Australia) | Medalla de bronce | Individual |